# Hipótesis del medio continuo

Esquema para la descripción matemática del movimiento de un medio continuo.

La hipótesis del medio continuo establece que un fluido o un sólido deformable pueden ser adecudamente modelizados por aplicaciones continuas, en particular, que la densidad del medio es un campo escalar continuo, que la velocidad, la aceleración son campos vectoriales continuos, y que las tensiones en el interior del fluido vienen dadas por un campo tensorial continuo (e igualmente para otras magnitudes relevantes, se asume que vienen descritas por algún tipo de campo continuo). En ese sentido la mecánica del medio continuo, hace que su formalismo comparta algunos rasgos con la teoría clásica de campos.
...-
La teoría del medio continuo se remonta a los trabajos de Euler, Lagrange o Bernoulli entre otros, para quienes la hipótesis del medio continuo más que un modelo era teoría física exacta, ya que la existencia de átomos individuales no fue establecida con claridad hasta mucho más adelante, hasta la reafirmación de la teoría cinética de los gases, y los primeros modelos atómicos.

## Limitaciones
- La hipótesis del medio continuo es válida solo para la física clásica (es decir, no puede asumirse para problemas donde los efectos cuánticos son importantes).
- La naturaleza atómica de la materia hace que la hipótesis solo se adecuada para escalas 104 o 105 veces el tamaño atómico.
- A escalas cercanas a las atómicas la densidad lejos de ser un función de variación suave oscila entre casi cero, fuera de los núcleos atómicos hasta cerca de 200 millones de toneladas por cm³. Por lo que la densidad calculada para un fluido es solo el promedio tomado sobre regiones extensas cuyo tamaño es grande comparado con el tamaño atómico.